# Vittorio Gassman
Vittorio Gassman (Genua, 1 september 1922 – Rome, 29 juni 2000) was een Italiaans acteur.
Hij maakte deel uit van een talentvolle generatie populaire acteurs (Marcello Mastroianni, Nino Manfredi, Alberto Sordi en Ugo Tognazzi), allen vertolkers van kletsgrage rokkenjagers en dikdoende praatjesmakers die met een lach en een traan door het leven gingen. Ze hielpen onder regie van onder meer Vittorio De Sica, Dino Risi, Luigi Comencini,	 Ettore Scola, Mario Monicelli en Mauro Bolognini gestalte geven aan het filmgenre van de commedia all'italiana (1955-1975).

## Leven en werk

### Afkomst en opleiding
Vittorio Gassman was de zoon van een Duitse bouwingenieur en diens Italiaanse vrouw. Officieel heette hij Gassmann, maar hij liet de tweede n in zijn naam vallen. Tijdens zijn schooljaren gold hij als bekwaam basketbalspeler. Na zijn studie aan de Accademia nazionale di arte drammatica in Rome werd hij theateracteur. 

### Toneel en (vooral) film
Hij speelde mee in meer dan 40 toneelstukken, voordat hij in 1946 zijn debuut maakte op het witte doek. Met het drama Riso amaro (Giuseppe De Santis, 1949), een van de belangrijke films van het Italiaans neorealisme, behaalde hij zijn eerste groot succes. Tegen het begin van de jaren 50 was Gassman al een van de populairste acteurs van Italië geworden. Hij werkte dikwijls samen met regisseurs als Dino Risi, Ettore Scola en Mario Monicelli. 
In de jaren vijftig begon hij ook in het buitenland gevraagd te worden, voornamelijk door Hollywoodregisseurs, waarvan de belangrijkste King Vidor, Robert Rossen en Richard Fleischer waren. Later volgden nog samenwerkingen met grote namen als Robert Altman, Alain Resnais en André Delvaux.

### Privéleven
Gassman was drie keer gehuwd, een eerste keer met actrice Nora Ricci tussen 1944 en 1952. Tussen 1952 en 1954 was hij getrouwd met de Amerikaanse actrice Shelley Winters. Vanaf die periode verwierf hij ook buiten zijn vaderland bekendheid. In 1972 trouwde hij een derde keer, met actrice Diletta D'Andrea en bleef met haar gehuwd tot aan zijn overlijden.
In de jaren vijftig en zestig had Gassman relaties met de actrice Elvy Lissiak (1950-1952), met de actrice Anna Maria Ferrero (1953-1960), met de Deense actrice Annette Strøyberg (1961-1963) en met de Franse actrice Juliette Mayniel die hem in 1965 een zoon schonk: de regisseur en acteur Alessandro Gassman.
Hij stierf in 2000 op 77-jarige leeftijd in Rome aan de gevolgen van een hartaanval.

## Filmografie (selectie)
- 1947 - Preludio d'amore (Giovanni Paolucci)
- 1947 - Le avventure di Pinocchio (Giannetto Guardone)
- 1947 - La figlia del capitano (Mario Camerini)
- 1947 - Daniele Cortis (Mario Soldati)
- 1948 - L'ebreo errante (Goffredo Alessandrini)
- 1948 - Il cavaliere misterioso (Riccardo Freda)
- 1949 - Riso amaro (Giuseppe De Santis)
- 1949 - Il lupo della Sila (Duilio Coletti)
- 1949 - Una voce nel tuo cuore (Alberto d'Aversa)
- 1950 - Ho sognato il paradiso (Giorgio Pàstina)
- 1950 - Lo sparviero del Nilo (Giacomo Gentilomo)
- 1950 - Il fuorilegge (Aldo Vergano)
- 1950 - Il leone di Amalfi (Pietro Francisci)
- 1951 - Anna (Alberto Lattuada)
- 1951 - Il tradimento (Riccardo Freda)
- 1951 - La corona negra (Luis Saslavsky)
- 1952 - Il sogno di Zorro (Mario Soldati)
- 1952 - La tratta delle bianche (Luigi Comencini)
- 1953 - Cry of the Hunted (Joseph H. Lewis)
- 1953 - The Glass Wall (Maxwell Shane)
- 1953 - Sombrero (Norman Foster)
- 1954 - Rhapsody (Charles Vidor)
- 1954 - Mambo (Robert Rossen)
- 1955 - La donna più bella del mondo (Robert Z. Leonard)
- 1956 - War and Peace (King Vidor)
- 1957 - Kean (Vittorio Gassman en Francesco Rosi)
- 1958 - I soliti ignoti (Mario Monicelli)
- 1959 - La grande guerra (Mario Monicelli)
- 1959 - Il mattatore (Dino Risi)
- 1959 - Le sorprese dell'amore (Luigi Comencini)
- 1960 - Audace colpo dei soliti ignoti (Nanni Loy)
- 1961 - Il giustizio universale (Vittorio De Sica)
- 1961 - Barabbas (Richard Fleischer)
- 1962 - Il sorpasso (Dino Risi)
- 1962 - La marcia su Roma (Dino Risi)
- 1962 - Anima nera (Roberto Rossellini)
- 1963 - I mostri (Dino Risi)
- 1964 - Se permettete parliamo di donne (Ettore Scola)
- 1964 - Il gaucho (Dino Risi)
- 1964 - La congiuntura (Ettore Scola)
- 1964 - Frenesia dell'estate (Luigi Zampa)
- 1965 - The Dirty Game (Christian-Jaque, Terence Young en anderen)
- 1966 - L'arcidiavolo (Ettore Scola)
- 1966 - L'armata Brancaleone (Mario Monicelli)
- 1967 - Il tigre (Dino Risi)
- 1968 - Il profeta (Dino Risi)
- 1969 - Una su 13 (Nicolas Gessner en Luciano Lucignani)
- 1970 - Brancaleone alla crociate (Mario Monicelli)
- 1972 - Che c'entriamo noi con la rivoluzione? (Sergio Corbucci)
- 1974 - C'eravamo tanto amati (Ettore Scola)
- 1974 - Profumo di donna (Dino Risi)
- 1975 - A mezzanotte va la ronda del piacere (Marcello Fondato)
- 1976 - Telefoni bianchi (Dino Risi)
- 1976 - Il deserto dei Tartari (Valerio Zurlini)
- 1976 - Signore e signori, buonanotte (Dino Risi, Mario Monicelli, Ettore Scola en anderen)
- 1976 - Anima persa (Dino Risi)
- 1977 - I nuovi mostri (Dino Risi, Mario Monicelli en Ettore Scola)
- 1978 - A Wedding (Robert Altman)
- 1978 - Due pezzi di pane (Sergio Citti)
- 1979 - Caro papà (Dino Risi)
- 1979 - Quintet (Robert Altman)
- 1980 - La terrazza (Ettore Scola)
- 1980 - Sono fotogenico (Dino Risi)
- 1980 - The Nude Bomb (Clive Donner)
- 1981 - Sharky's Machine (Burt Reynolds)
- 1982 - Di padre in figlio (Vittorio Gassman en Alessandro Gassman)
- 1983 - Benvenuta (André Delvaux)
- 1983 - La vie est un roman (Alain Resnais)
- 1985 - I soliti ignoti vent'anni dopo (Amanzio Todini)
- 1985 - Paradigma (Krzysztof Zanussi)
- 1987 - La famiglia (Ettore Scola)
- 1987 - I picari (Mario Monicelli)
- 1989 - Dimenticare Palermo (Francesco Rosi)
- 1989 - Les Mille et Une Nuits (Philippe de Broca)
- 1989 - Lo zio indegno (Franco Brusati)
- 1990 - I divertimenti della vita privata (Cristina Comencini)
- 1990 - Tolgo il disturbo (Dino Risi)
- 1991 - Rossini! Rossini! (Mario Monicelli)
- 1950 - El largo invierno (Jaime Camino)
- 1996 - Sleepers (Barry Levinson)
- 1998 - La cena (Ettore Scola)
- 1999 - La bomba (Giulio Base)

## Prijzen

### David di Donatello per il miglior attore protagonista
- 1960 - La grande guerra
- 1962 - Il sorpasso
- 1965 - La congiuntura
- 1967 - Il tigre
- 1975 - Profumo di donna
- 1979 - Caro papà
- 1987 - La famiglia

### Nastro d'argento

#### voor beste acteur
- 1959 - I soliti ignoti
- 1963 - Il sorpasso
- 1975 - Profumo di donna
- 1990 - Lo zio indegno

#### voor beste acteur in een bijrol
- 1999 - La cena

### Zilveren Schelp voor beste acteurop hetInternationaal filmfestival van San Sebastián
- 1971 - Brancaleone alla crociate

### Prijs voor beste acteurop hetFilmfestival van Cannes
- 1975 - Profumo di donna

### Gouden Leeuwop hetFilmfestival van Venetië
- 1996 - voor zijn hele carrière